# Lie to Me (telenovela sul-coreana)
Lie to Me (hangul: 내게 거짓말을 해봐; rr: Naege Geotjitmaleul Haebwa) é uma telenovela sul-coreana exibida pela emissora SBS de 9 de maio a 28 de junho de 2011, com um total de 16 episódios. É estrelada por Yoon Eun-hye, Kang Ji-hwan e Sung Joon. Seu enredo refere-se a uma funcionária pública que finge ser a esposa de um rico herdeiro para impressionar sua ex-amiga. 

## Enredo
Gong Ah-jung (Yoon Eun-hye) é uma funcionária do governo do Ministério da Cultura, Esportes e Turismo. Após um incidente em seu trabalho, ela decide sair para beber e conhece Hyun Sang-Hee (Sung Joon), irmão mais novo de Hyun Ki-joon (Kang Ji-hwan), o CEO rico e bonito do World Hotel. Eun-hye desmaia e é levada para o hospital por Ki-joon, que não sabe o paradeiro do irmão mais novo, mais tarde, ela segue por caminhos diferentes dos irmãos. 
Eun-hye se vê envolvida em uma rede de mentiras, quando encontra sua ex-amiga que havia roubado seu primeiro amor. Para parecer estar bem ela finge estar casada e devido a diversos mal-entendidos o casal concluí que o marido de Eun-hye é Ki-joon.  
À medida que as fofocas se espalham, Ki-joon é forçado a combater os rumores enquanto decide um plano de ação para fazer Ah-jung corrigir sua mentira. No entanto, após uma série de eventos que unem o casal, eles concordam em fingir estarem casados por um curto período de tempo, pois seria benéfico para ambos. A relação de ambos ficam complicada, quando a ex-noiva de Ki-joon retorna da França e ele se vê questionando seu compromisso com ela.

## Elenco

### Principal
- Yoon Eun-hye como Gong Ah-jung
- Kang Ji-hwan como Hyun Ki-joon
- Sung Joon como Hyun Sang-hee

### De apoio
- Jo Yoon-hee como Oh Yoon-joo
- Hong Soo-hyun como Yoo So-ran
- Ryu Seung-soo como Chun Jae-bum
- Therese
- Kwon Se-in como secretária de Ki-joon
- Park Ji-yoon como Park Ji-yoon
- Kang Shin-il como Gong Joon-ho, pai de Ah-jung
- Lee Kyung-jin como Shim Ae-kyung
- Kwon Hae-hyo como Hwang Seok-bong
- Kang Rae-yeon como Rae-yeon
- Song Ji-eun como Ji-eun
- Kim Bo-yeon como Bo-yeo
- Jang Woo-young como Kim Yeon-nim
- Kim Gyu-jin como Gyu-jin
- Ahn Jung-hoon como o gerente Ahn
- Park Hyo-jun como Hyo-jun
- Ja Doo como Ja Doo
- Min Joon-hyun como jornalista

### Participações especiais
- Danny Ahn como amigo de Ki-joon
- Choi Yoon-so como parceiro do casamento arranjado
- Yoo Ha-na como ela mesma

## Recepção
Na tabela abaixo, os números azuis representam as audiências mais baixas e os números vermelhos representam as audiências mais elevadas.
| Episódio | Data de transmissão | Audiência média | Audiência média              | Audiência média |
| Episódio | Data de transmissão | TNms            | TNms                         |                 |
| Episódio | Data de transmissão | Em todo o país  | Região Metropolitana de Seul |                 |
| -------- | ------------------- | --------------- | ---------------------------- | --------------- |
| 1        | 9 de maio de 2011   | 8.2%            | 10.1%                        |                 |
| 2        | 10 de maio de 2011  | 8.3%            | 10.0%                        |                 |
| 3        | 16 de maio de 2011  | 7.4%            | 9.5%                         |                 |
| 4        | 17 de maio de 2011  | 7.6%            | 9.3%                         |                 |
| 5        | 23 de maio de 2011  | 7.9%            | 9.5%                         |                 |
| 6        | 24 de maio de 2011  | 8.6%            | 10.5%                        |                 |
| 7        | 30 de maio de 2011  | 8.2%            | 9.8%                         |                 |
| 8        | 31 de maio de 2011  | 8.5%            | 10.5%                        |                 |
| 9        | 6 de junho de 2011  | 9.2%            | 11.4%                        |                 |
| 10       | 7 de junho de 2011  | 9.3%            | 10.0%                        |                 |
| 11       | 13 de junho de 2011 | 8.7%            | 10.7%                        |                 |
| 12       | 14 de junho de 2011 | 8.9%            | 11.7%                        |                 |
| 13       | 20 de junho de 2011 | 8.4%            | 9.7%                         |                 |
| 14       | 21 de junho de 2011 | 8.7%            | 9.8%                         |                 |
| 15       | 27 de junho de 2011 | 8.0%            | 8.8%                         |                 |
| 16       | 28 de junho de 2011 | 8.0%            | 8.4%                         |                 |
| Média    | Média               | 8.4%            | -                            |                 |

## Transmissão internacional
- A série foi exibida no Japão pela Fuji TV em agosto de 2011, após diversas retransmissões de outras séries de Yoon Eun-Hye.
- Nas Filipinas, sua exibição ocorreu pela GMA Network, de segunda a sexta-feira, entre 18 de junho a 23 de agosto de 2012.
- Na Indonésia, foi ao ar pela RTV de segunda a sexta-feira, a partir de 6 de abril de 2015.
- A Tailândia transmitiu a série pelo Channel 7 de segunda a quinta-feira, a partir de 1 de abril de 2015.[3]